# Barbus stappersii
Barbus stappersii är en fiskart som beskrevs av Boulenger, 1915. Barbus stappersii ingår i släktet Barbus och familjen karpfiskar. IUCN kategoriserar arten globalt som livskraftig. Inga underarter finns listade.